# Álvaro Pires Cabelos
Álvaro Pires Cabelos foi um nobre do Reino de Portugal, onde deteve o senhorio da Domus Fortis denominada Torre de Parada.

## Relações familiares
Foi pai de Mécia Gil que viria a casar com Afonso Gil Martins Bacelar detentor do senhorio de territórios em Valença do Minho, local onde foi senhor da Domus Fortis denominada Torre de Mira.